# Kolja Afriyie
Kolja Afriyie (født 6. april 1982 i Flensborg) er en tidligere ghanesisk-tysk-dansk professionel fodboldspiller, der senest spillede for FC Midtjylland. Han er 188 cm høj og vejer 85 kg.

## Karriere
Kolja har fået sin fodboldopvækst i DGF Flensborg inden han skiftede til Hamburger SV på en to-årig lærligekontrakt. I år 2000 skiftede han til AC Horsens, og i sommeren 2004 hentede Esbjerg fB Kolja til klubben. Esbjerg fB solgte i sommeren 2006 Kolja til FC Midtjylland. Han nåede at spille 75 kampe for EfB og score 4 mål. I 2010 skiftede han til Energie Cottbus i sit hjemland. I 2011 vendte han tilbage til FC Midtjylland.
Kolja Afriyie spiller på højre back-positionen.
Han har været inde omkring det tyske U/21-landshold.
Den 21. maj 2014 meddelte Kolja, at han ville indstille sin karrieren, da han var så hæmmet af en rygskade. Han sagde kort til Herning Folkeblad: "Jeg har tænkt over det i et stykke tid og er rimeligt afklaret."